# Gallargues-le-Montueux
Gallargues-le-Montueux è un comune francese di 3 336 abitanti situato nel dipartimento del Gard, nella regione dell'Occitania.
Il 28 giugno 2019 le temperature hanno toccato i 45.9°, battendo ampiamente il record climatico nazionale registrato a Conqueyrac nel 2003 (44.1°).

## Società

### Evoluzione demografica
Abitanti censiti